# Kevin Bua
Kevin Bua, né le 11 août 1993 à Genève, est un footballeur suisso-espagnol qui évolue actuellement au poste de milieu de terrain ou au poste d'ailier.

## Biographie
Fils d’Angel Bua, ancien joueur de l’équipe réserve du Celta de Vigo, chauffeur de bus, directeur sportif du FC Plan-Les-Ouates et agent et d’une mère gérante de fortune, Kevin Bua naît le 11 août 1993 à Genève.
À l'âge de 14 ans, jugé trop petit par ses entraîneurs, il doit quitter le mouvement junior du Servette FC et rejoint celui du Étoile Carouge FC. Plus tard, il rejoint le FC Plan-les-Ouates, puis fait ses débuts en actifs, sous les ordres de son père, durant la saison 2010-2011, tout en continuant à jouer en juniors. Il rejoint ensuite le FC Lancy-Sport au début de la saison 2011-2012, en 2e ligue genevoise, avant de rallier le FC Vernier durant la pause hivernale et participe activement au titre de champion genevois de 2e ligue.
Au terme de cette saison, il passe quelques semaines en Espagne, dans la ville d’origine de sa mère et s’entraîne avec le Zamora CF, club qui évolue alors en troisième division espagnole, puis revient en Suisse pour s’engager avec l’équipe réserve du Servette FC, qui milite alors en 2e ligue inter (cinquième division suisse),. Après une saison passée à cet échelon, il est intégré au contingent de la première équipe du club phare du canton de Genève, en Challenge League. Il y passe deux saisons au cours desquelles il participe à 55 matchs et marque six buts. À la suite de la relégation administrative de son club en Promotion League en 2015, il s’engage avec le FC Zurich. Devenu un joker au sein du club zurichois, il ne peut empêcher la relégation de son équipe en deuxième division. Il mènera tout de même son équipe à la conquête de la Coupe de Suisse.
À la suite de cette saison turbulente, le Romand quitte le FC Zurich pour rejoindre le FC Bâle.  
Il est annoncé le 23 juin 2020, qu'il ne prolonge pas au FC Bâle.
Le 19 septembre 2020, Bua signe au CD Leganés, club espagnol tout juste relégué en Segunda División. Il paraphe un contrat d'un an avec deux années optionnelles en cas de remontée dans l'élite espagnole.
Le 12 juillet 2021, Kevin Bua signe au FC Sion pour une durée de contrat de 3 saisons. Il connaît la descente du club en Challenge League lors de la saison 2022-2023 et la remontée en Super League l'année d'après après avoir remporté le championnat (saison 2023-2024).
Il prolonge son contrat pour une année supplémentaire en juin 2024 soit jusqu'en juin 2025. Il est dans le groupe pour affronter le Lausanne-Sport, lors du 1er march à domicile, le 27 juillet 2024 et lors du premier match de la saison qui sera au Wankdorf (le 21 juillet 2024). 

## Statistiques
| Saison                | Club                  | Championnat             | Championnat | Championnat | Coupe(s) nationale(s) | Coupe(s) nationale(s) | Compétition(s) continentale(s) | Compétition(s) continentale(s) | Compétition(s) continentale(s) | Total | Total |
| Saison                | Club                  | Division                | M.          | B.          | M.                    | B.                    | Comp.                          | M.                             | B.                             | M.    | B.    |
| 2012-2013             | Servette FC rés.      | 2e ligue interrégionale | 17          | 11          | -                     | -                     | -                              | -                              | -                              | 17    | 11    |
| 2013-2014             | Servette FC rés.      | 2e ligue interrégionale | 2           | 0           | -                     | -                     | -                              | -                              | -                              | 2     | 0     |
| Sous-total            | Sous-total            | Sous-total              | 19          | 11          | -                     | -                     | -                              | -                              | -                              | 19    | 11    |
| 2013-2014             | Servette FC           | Challenge League        | 21          | 1           | 2                     | 0                     | -                              | -                              | -                              | 23    | 1     |
| 2014-2015             | Servette FC           | Challenge League        | 30          | 5           | 2                     | 0                     | -                              | -                              | -                              | 32    | 5     |
| Sous-total            | Sous-total            | Sous-total              | 51          | 6           | 4                     | 0                     | -                              | -                              | -                              | 55    | 6     |
| 2015-2016             | FC Zurich             | Super League            | 30          | 6           | 5                     | 2                     | -                              | -                              | -                              | 35    | 8     |
| Sous-total            | Sous-total            | Sous-total              | 30          | 6           | 5                     | 2                     | -                              | -                              | -                              | 35    | 8     |
| 2016-2017             | FC Bâle               | Super League            | 3           | 0           | 2                     | 0                     | -                              | -                              | -                              | 5     | 0     |
| 2017-2018             | FC Bâle               | Super League            | 27          | 6           | 3                     | 0                     | C1                             | 5                              | 0                              | 35    | 6     |
| 2018-2019             | FC Bâle               | Super League            | 21          | 4           | 5                     | 2                     | C1 C3                          | 2 4                            | 0                              | 32    | 6     |
| 2019-2020             | FC Bâle               | Super League            | 6           | 1           | 2                     | 3                     | C1 C3                          | 2 1                            | 0 2                            | 11    | 6     |
| Sous-total            | Sous-total            | Sous-total              | 57          | 11          | 12                    | 5                     | -                              | 14                             | 2                              | 83    | 18    |
| Total sur la carrière | Total sur la carrière | Total sur la carrière   | 157         | 34          | 21                    | 7                     | -                              | 14                             | 2                              | 192   | 43    |

## Palmarès
- FC Zurich (1) :
  - Vainqueur de la Coupe de Suisse en 2016 avec le FC Zurich
- FC Bâle (2)
  - Vainqueur du Championnat de Suisse en  2017 avec le FC Bâle
  - Vainqueur de la Coupe de Suisse en 2019 avec le FC Bâle
- FC Sion (1)
  - Vainqueur de la Challenge League en 2024 avec le FC Sion